# قربان قلیچ ملا
قربان قلیچ ملا، روستایی است از توابع بخش داشلی‌برون شهرستان گنبد کاووس در استان گلستان ایران.

## جمعیت
این روستا در دهستان کرند قرار داشته و براساس سرشماری سال ۱۳۸۵جمعیت آن ۸۰نفر (۱۴خانوار) بوده است.